# Bataille de l'Aspromonte
Guerres du Risorgimento
La bataille de l'Aspromonte est une bataille livrée dans le massif de l'Aspromonte, en Calabre, le 29 août 1862, pendant les guerres du Risorgimento.
L'Armée royale italienne, sur instruction de son gouvernement pressé en ce sens par la France de Napoléon III, s'oppose à l'invasion des États pontificaux par Giuseppe Garibaldi et ses partisans, qui souhaitent faire de Rome la capitale de l'Italie. Enrico Cialdini prend le commandement de la zone où il se trouve. Le 29 août 1862, Emilio Pallavicini rejoint les garibaldiens à peu de kilomètres de Gambarie. Les combats sont très brefs, Garibaldi ayant donné l'ordre d'arrêter les tirs. Garibaldi, blessé et atterré par ce combat fratricide, parvient à faire cesser le feu. Il est fait prisonnier ainsi que ses partisans, dont certains sont fusillés.
Après sa guérison, soigné par Ferdinando Palasciano, Garibaldi est autorisé à retourner dans sa résidence de Caprera. Dans la localité de la commune de Sant'Eufemia d'Aspromonte où le héros est blessé, on trouve un mausolée avec son buste et des plaques commémoratives en son honneur et il est indiqué l'arbre où il se serait appuyé, blessé. Au musée de Vittoriano à Rome, sont conservées la botte percée et la balle.

## Sources
- (it) Emilio Faldella, Storia degli eserciti italiani da Emmanuelle Filiberti di Savoia ai nostri giorni, Bramante Editrice, Varese, 1976.
- (it) Andrea Frediani, 101 battaglie che hanno fatto l'Italia Unita, Newton Compton editori, Rome, avril 2011  (ISBN 978-88-541-2339-7).